# Cryphia raptricula
Cryphia raptricula (tên tiếng Anh: Marbled Gray) là một loài bướm đêm thuộc họ Noctuidae. Từ Đại Tây Dương tới Trung Á. Southward reaching phần phía bắc của the Sahara desert. Ở châu Âu, it is primarily được tìm thấy ở Trung Âu và đông nam châu Âu.
Sải cánh dài 29–36 mm. Chiều dài cánh trước là 12–14 mm. Con trưởng thành bay từ tháng 6 đến tháng 10 tùy theo địa điểm.
Ấu trùng ăn various Lichen, primarily Sticta pulmomacea.